# مطار تشانجيانغ
مطار تشانجيانغ (بالصينية: 湛江 机场)(إياتا: ZHA، إيكاو: ZGZJ) كان مطارًا في مدينة تشانجيانغ في جمهورية الصين الشعبية. تأسس في عام 1952 وأغلق في 24 مارس 2022، عندما افتتح مطار تشانجيانغ وشان.
صنف مطار تشانجيانغ في المرتبة الثالثة والسبعون في الصين من حيث عدد الركاب عام 2011 وفقًا لإدارة الطيران المدني في الصين، حيث تعامل مع 488,835 راكب، وبلغ إجمالي حركة الطائرات (القادمة والمغادرة) 9,065 طائرة وقد بلغت كمية البضائع المنقولة عبر المطار 2,104 طن.